# Justus Smith
Justus Ketchum Smith, född 28 mars 1922 i Spokane, död 20 november 2013 i York, var en amerikansk roddare.
Smith blev olympisk guldmedaljör i åtta med styrman vid sommarspelen 1948 i London.